# Persis foveatis
Persis foveatis är en insektsart som beskrevs av Caldwell 1944. Persis foveatis ingår i släktet Persis och familjen Derbidae. Inga underarter finns listade i Catalogue of Life.